# Starship (SpaceX)
Starship je plně znovupoužitelný kosmický dopravní systém, který vyvíjí americká letecká a kosmická společnost SpaceX. Systém je navržen k přepravě posádky i nákladu na orbitu Země, na Měsíc, Mars a dále. Základními součástmi systému jsou opakovaně použitelná nosná raketa Super Heavy a kosmická loď Starship. Celý systém je navržen tak, aby celkové náklady na start v budoucnu klesly až na 2 miliony amerických dolarů.
Nosič Super Heavy (dříve označovaný „BFR“) má být schopen dopravit na oběžnou dráhu Země více než 100 tun nákladu. Pohánět jej mají motory Raptor spalující kapalný metan a kyslík.
Systém Starship má startovat z kosmodromu Starbase (dříve Boca Chica launch site) v Texasu a z nově budované rampy, která bude nedaleko stávajícího startovacího komplexu LC-39A v Kennedyho vesmírném středisku, odkud budou probíhat zejména starty Starship HLS. Zvažovalo se též využití plovoucích plošin. Měly na ně být přestavěny dvě vysloužilé ropné plošiny přejmenované na Phobos a Deimos, ale od tohoto záměru bylo prozatím upuštěno a plošiny byly odprodány.
Podle původních plánů se měl první testovací let uskutečnit už v roce 2020, nicméně v tomto roce došlo pouze ke skoku do výšky 12,5 kilometru. Očekávání prvního orbitálního startu pak mířila ke konci roku 2021 – ačkoliv k němu bylo již téměř vše připraveno, SpaceX stále neměla všechna povolení od Amerického leteckého úřadu. Na konci roku však bylo oznámeno, že výsledek environmentálního posouzení základny Starbase bude zveřejněn až 28. února 2022, a to kvůli velkému množství připomínek k jeho návrhu.

## Historie a vývoj

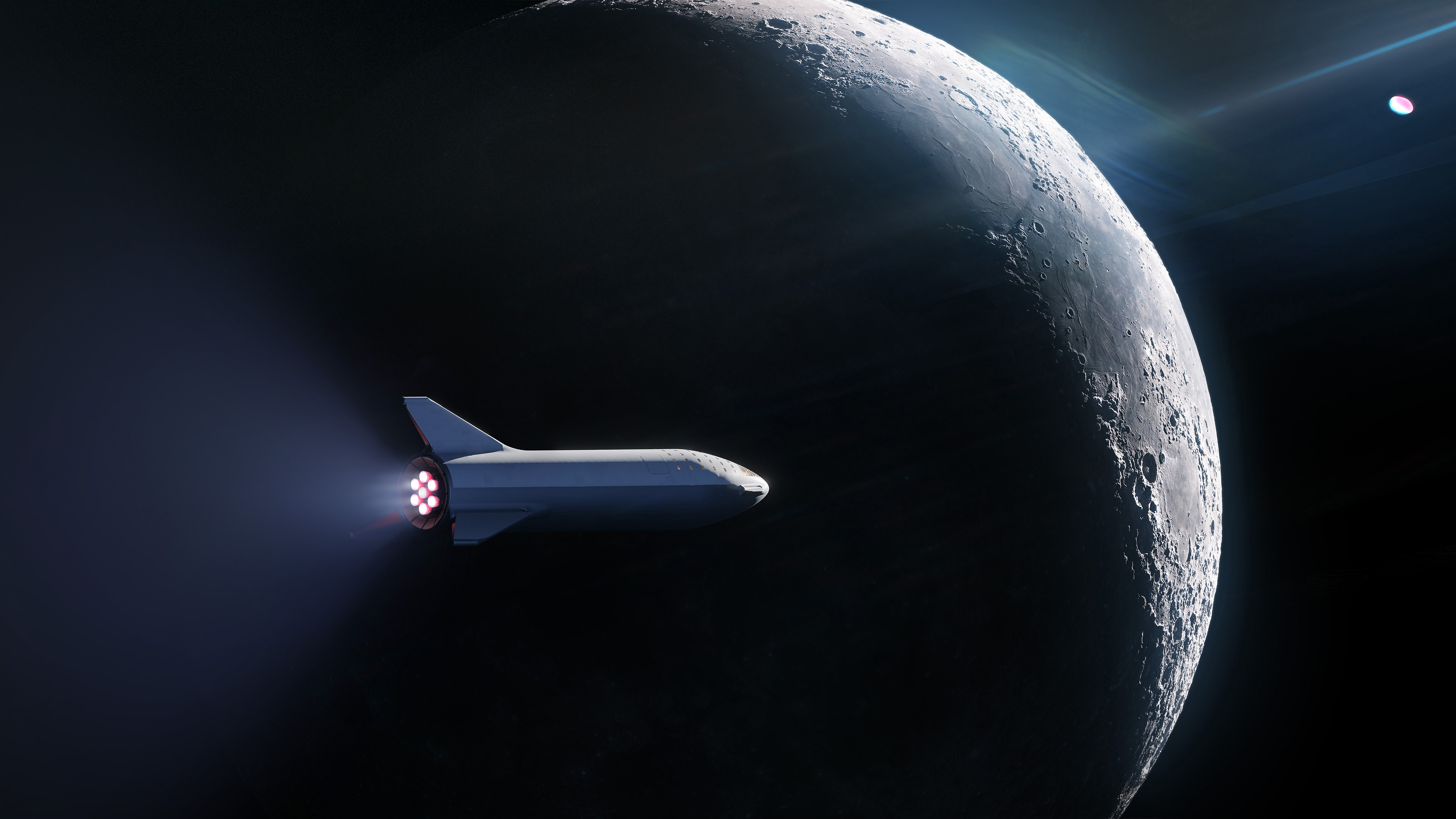
Ilustrace BFR během cesty na Měsíc.

Nosný systém Super Heavy Starship vzešel z konceptu BFR, který byl v roce 2016 veřejnosti představen jako Meziplanetární dopravní systém (Interplanetary Transport System „ITS“). Tato obří raketa o průměru 12 metrů měla mít výšku až 122 metrů. V roce 2017 však byl návrh pozměněn a raketa zhubla na 9 metrů s výškou 106 metrů, tento koncept již byl šéfem SpaceX Elonem Muskem nazván „BFR“ (Big Falcon Rocket). Název BFR byl některými médii i interně ve SpaceX označován jako „Big Fucking Rocket“.
V roce 2018 prošel koncept dalšími změnami a byly přidány aerodynamické plochy pro lepší stabilizaci lodi při průletu různě hustými atmosférami. Celá konstrukce měla být původně vyrobena z uhlíkových kompozitů, ale v roce 2018 bylo rozhodnuto využívat nerezovou ocel. Konkrétně se má jednat o upravenou vysoce kvalitní nerezovou ocel 301. Elon Musk také oznámil, že raketa byla přejmenována na Starship.
Dle současných informací má být 120 metrů vysoká. Bude dvoustupňová, přičemž oba stupně budou moci přistát na zemi. Raketa bude schopna dopravit na nízkou oběžnou dráhu Země přes 100 tun nákladu. Oficiálně dokončena by měla být začátkem roku 2022.
Pro počáteční testování byl použit technologický demonstrátor Starhopper, na kterém byly provedeny první statické zážehy motoru Raptor a 26. července 2019 úspěšně proběhl první neupoutaný „skok“ do výšky kolem 20 metrů. Druhý a poslední pokus proběhl 27. srpna, tentokrát Starhopper vystoupal do výšky 150 metrů a poté měkce přistál. Suborbitální testovací lety lodi Starship začaly v roce 2020, první proběhl 4. srpna 2020 (SN5 do 150 metrů). První výškový suborbitální testovací let Starship, která byla vybavena již aerodynamickou špičkou a 3 motory Raptor, proběhl 9. prosince 2020 (SN8 do 12,5 km) a došlo k neúspěšnému přistání. První úspěšné přistání se podařilo v květnu 2021 prototypu SN15.
První prototyp prvního stupně Super Heavy, s označením B1, byl kompletně zkompletován v březnu 2021. Následně byl ale v dubnu téhož roku rozebrán a sešrotován, z důvodu zastaralého designu. Následující prototyp B3 obsahoval několik změn oproti prototypu B1. Největší změnou bylo umístění nádrží, kde u prvního prototypu byla kyslíková nádrž nahoře a metanová dole, zatímco u všech následujících prototypů bude metanová nádrž nahoře a kyslíková dole. Dlouho se nevědělo, kolik bude mít Super Heavy motorů a ani v jaké konfiguraci. V červenci 2021 bylo oficiálně rozhodnuto, že bude mít celkově 33 motorů.
Super Heavy měla podle původních plánů přistávat pomocí obřích přistávacích nohou na vybetonované přistávací ploše vedle orbitální rampy. V roce 2020 ale Elon Musk oznámil návrh, že Super Heavy bude zachytávána pomocí obřích ramen na integrační věži, zvané Mechazilla pomocí pohyblivých ramen zvaných „Chop Sticks", které zachytí Super Heavy za záchytné body pod roštovými kormidly. Díky tomu nebude potřebovat Super Heavy těžké přistávací nohy, čímž se sníží hmotnost a zároveň zvýší nosnost celé rakety.
V roce 2021 byly oznámeny další změny plánu. Na vrcholu integrační věže nebude integrační jeřáb, který měl být podle původních plánu spojovat Super Heavy se Starship na orbitální rampě. Namísto toho bude systém Mechazilla fungovat také jako jeřáb, a tak bude, pomocí tohoto systému, Super Heavy umisťována na vypouštěcí stůl a Starship spojována se Super Heavy. Klasické verze Starship, které nebudou určeny pro přistání na jiných vesmírných tělesech, nebudou mít přistávací nohy a budou také zachytávány pomocí systému Mechazilla.
V dubnu 2021 upravená loď Starship, známá jako Starship HLS, vyhrála kontrakt v soutěži o vývoj lunárního přistávacího modulu pro astronauty programu Artemis. NASA podepsala se SpaceX smlouvu ve výši 2,89 miliardy amerických dolarů na vývoj a výrobu Starship HLS a provedení dvou letů – demonstrační mise bez posádky a přistání na Měsíci s posádkou. Nicméně na základě protestů firem Blue Origin a Dynetics, se kterými SpaceX soutěžila o kontrakt, byl kontrakt na několik měsíců pozastaven. Nicméně příslušný orgán označil protest jako neoprávněný, a tak mohou práce na lunární Starship pokračovat. První mise měla proběhnout nejdříve v roce 2024. V roce 2024 byla dvakrát odložena, naposledy na rok 2027.
K historicky prvnímu spojení lodi Starship a nosiče Super Heavy na startovací rampě došlo 6. srpna 2021. Sestava se tak oficiálně stala největším objektem určeným ke startu do vesmíru v historii lidstva.
V srpnu 2022 oznámila japonská telekomunikační firma SKY Perfect JSAT, že pro ni SpaceX v roce 2024 pomocí systému Starship vynese telekomunikační družici Superbird-9 na přechodovou dráhu ke dráze geostacionární. Tento satelit se stane prvním komerčním nákladem pro loď Starship.

## Popis

### Super Heavy
Super Heavy je první stupeň, který vynese loď Starship na oběžnou dráhu. Jeho výška dosahuje 69 metrů a pohání jej 33 motorů Raptor, spalujících podchlazený kapalný metan a kapalný kyslík s celkovým tahem 7600 tun. 10 motorů vnitřního kruhu a 3 motory umístěné uprostřed budou schopny náklonu. Zbylých 20 motorů umístěných po vnějším okraji, jsou zjednodušené motory, zvané Raptor Boost, které nebudou schopny náklonu ani větší vektorizace tahu. Super Heavy nebude klasicky přistávat na pevnině, počítá se s jejím motorickým zabrzděním v blízkosti startovací věže a zachycením rakety pomocí rameny na věži, systémem, který zakladatel SpaceX Elon Musk pojmenoval Mechazilla.

### Starship
Druhým stupněm je kosmická loď Starship, vysoká 50 metrů. Bude rovněž znovupoužitelná a má být schopna přistát téměř „kdekoliv" na Zemi nebo Marsu. Vybavena má být podle aktuálních plánů 9 motory Raptor, třemi atmosférickými a šesti vakuovými. Elon Musk však uvedl, že se zvažuje možnost, že by byla Starship vybavena až 6 vakuovými motory Raptor. Starship může sloužit k přepravě až 100 lidí nebo jako nákladní loď, k čemuž by byla vybavena velkými dveřmi pro vypuštění nákladu na oběžné dráze.
Počítá se s možnosti dotankování nádrží na oběžné dráze Země, díky čemuž bude Starship schopna letu na velké vzdálenosti, například k Marsu. Proto se uvažuje také o variantě Tanker schopné dopravit na oběžnou dráhu pro tyto dálkové lety zásoby paliva.
Stejně jako Super Heavy, Starship nebude přistávat pomocí přistávací nohou na zemi ale bude ji zachytávat systém Mechazilla. Přistávací nohy bude mít pouze měsíční Starship HLS a Starship určená pro lety na Mars, to však jen do doby, než se na Měsíci a Marsu vybuduje místní infrastruktura. Lunární Starship, upravená a zjednodušená verze lodi určená pro dopravu osob a nákladu na povrch Měsíce, byla představena v rámci programu NASA na vývoj lunárního modulu pro program Artemis.

### Starship HLS
Starship HLS (Human Landing System) bude stejně jako Starship vysoká 50 metrů a široká 9 metrů. Má být schopna na povrch Měsíce dopravit až 100 tun nákladu. Na oběžnou dráhu Země ji vynese Super Heavy, avšak bez posádky na palubě. Astronauty ze Země ke Starship HLS a zpět na Zemi bude dopravovat kosmická loď Orion. Starship HLS bude muset být po startu umístěna na oběžnou dráhu Země, kde bude dotankována. Následně se přesune na oběžnou dráhu Měsíce, kde dokáže čekat až 100 dnů na přílet astronautů. Starship HLS je navržena tak, že zůstane na Měsíci nebo na oběžné dráze Měsíce a nebude se vracet zpět na Zemi. Z tohoto důvodu nebude vybavena aerodynamickými křidélky a ani tepelným štítem. Starship HLS bude na povrchu Měsíce přistávat pomocí upravených metanových trysek v horní části lodi. Důvodem je, že motory Raptor mají příliš vysoký tah, což by znemožnilo přistání na povrchu Měsíce. Pomocí metanových trysek bude také startovat z povrchu Měsíce.

## Přehled prototypů

### Seznam lodí Starship
| Označení   | Poprvé spatřen        | Vývoz na rampu    | První statický zážeh | První let                      | Datum vyřazení   | Lokalita        | Status             | Počet letů | Poznámka |
| ---------- | --------------------- | ----------------- | -------------------- | ------------------------------ | ---------------- | --------------- | ------------------ | ---------- | --- |
| Starhopper | říjen 2018            | 8. března 2019    | 3. dubna 2019        | 25. července 2019              | srpen 2019       | Starbase, Texas | Vyřazen            | 3          | Starhopper je technologický demonstrátor. Absolvoval celkem tři skoky (do 1, 20 a 30 metrů). Poté byl přestavěn na pozorovací stanoviště. |
| Mk1        | prosinec 2018         | 31. října 2019    | –                    | –                              | listopad 2019    | Starbase, Texas | Zničen             | –          | Prototyp byl zničen během tlakovací zkoušky. |
| Mk2        | prosinec 2018         | –                 | –                    | –                              | listopad 2019    | Cocoa, Florida  | Sešrotován         | –          | Výroba prototypu byla zrušena. |
| S1 (Mk3)   | září 2019             | 26. února 2020    | –                    | –                              | únor 2020        | Starbase, Texas | Zničen             | –          | Byl zničen během tlakovací zkoušky. |
| Mk4        | září 2019             | –                 | –                    | –                              | listopad 2019    | Cocoa, Florida  | Sešrotován         | –          | Výroba prototypu byla zrušena. |
| S3         | březen 2020           | 29. března 2020   | –                    | –                              | 3. dubna 2020    | Starbase, Texas | Zničen             | –          | Byl zničen během tlakovací zkoušky. |
| S4         | březen 2020           | 24. dubna 2020    | 5. května 2020       | –                              | 29. května 2020  | Starbase, Texas | Zničen             | –          | SN4 jako první plnohodnotný prototyp pro tlakovací zkoušku. Poté s ní bylo provedeno pět statických zážehů motoru Raptor. SN4 selhal při testu rychlého odpojení přípojky mezi raketou a rampou, která se odpojuje po startu. |
| S5         | duben 2020            | 24. června 2020   | 27. července 2030    | 4. srpna 2020                  | únor 2021        | Starbase, Texas | Sešrotován         | 1          | Prototyp úspěšně přečkal kryogenní tlakovací zkoušku. Provedl úspěšný statický zážeh a provedl skok do 150 metrů. |
| S6         | květen 2020           | 12. srpna 2020    | 23. srpna 2020       | 3. září 2020                   | leden 2021       | Starbase, Texas | Sešrotován         | 1          | Prototyp úspěšně přečkal kryogenní tlakovací zkoušku. Provedl úspěšný statický zážeh a provedl skok do 150 metrů. |
| S8         | červenec 2020         | 27. září 2020     | 20. října 2020       | 9. prosince 2020               | 9. prosince 2020 | Starbase, Texas | Zničen             | 1          | První prototyp z oceli 304L a první Starship vybavená funkčními křidélky. Úspěšně absolvoval kryogenní zkoušky a byl opatřen třemi motory Raptor. Dne 20. října 2020 následoval statický zážeh a 23. října montáž špičky. Následně byly 10. a 12. listopadu provedeny statické zážehy, přičemž první proběhl správně, ale při druhém došlo k poškození motorové sekce odletujícími úlomky z poškozené rampy, což si vyžádalo opravy a výměnu motoru. Dne 25. listopadu byl proveden úspěšný statický zážeh. 9. prosince proveden testovací let do výšky 12,5 km, prototyp byl zničen při přistání. |
| S9         | srpen 2020            | 22. prosince 2020 | 6. ledna 2021        | 2. února 2021                  | 2. února 2021    | Starbase, Texas | Zničen             | 1          | Prototyp vyletěl úspěšně do výšky 10 km, během přistávacího manévru se jeden z motorů Raptor nezažehl, následkem čehož se prototyp nebyl schopen vrátit do svislé polohy a narazil do země částečně nakloněný. |
| S10        | září 2020             | 29. ledna 2021    | 23. února 2021       | 3. března 2021                 | 3. března 2021   | Starbase, Texas | Zničen             | 1          | Prototyp vyletěl úspěšně do výšky 10 km a jako první úspěšně přistál po letu na břiše. Jako první také použil pro přistávací manévr 3 motory, díky čemuž byl zajištěna redundance. Přistání ovšem bylo poměrně tvrdé (cca 35 km/h). Elon Musk později prozradil, že příčinou tvrdého dosednutí byl příliš nízký tah motoru, pravděpodobně kvůli nasátí části helia, které v palivové nádrži zajišťuje tlakování metanu. Po přistání došlo k požáru v motorové sekci, což sice bylo uhašeno, ale přibližně 8 minut po přistání došlo k výbuchu, při kterém byl prototyp zničen.                     |
| S11        | září 2020             | 8. února 2021     | 22. března 2021      | 30. března 2021                | 30. března 2021  | Starbase, Texas | Zničen             | 1          | Prototyp úspěšně vystoupal do výšky 10 km. Přistání bylo neúspěšné, k explozi prototypu došlo několik desítek metrů na zemí. Celý průběh letu probíhal v pořádku, ale relativně malý únik metanu způsobil požár na motoru 2 a došlo ke spálení části avioniky. To během přistávacího zážehu vedlo k „tvrdému startu“ v metanovém turbočerpadle. Start proběhl v husté mlze, která značně znemožnila pozemní pozorování. |
| S12-S14    | podzim 2020           | –                 | –                    | –                              | únor 2021        | Starbase, Texas | Výroba zrušena     | –          | Výroba byla z důvodu zastaralého hardwaru zrušena a zbylé díly prototypů byly sešrotovány. |
| S15        | listopad 2020         | 8. dubna 2021     | 26. dubna 2021       | 5. května 2021                 | 25. května 2021  | Starbase, Texas | Vyřazen            | 1          | První prototyp 2. generace. Obsahoval stovky vylepšení konstrukce, avioniky, softwaru, vylepšený návrh rozvodů pohonných látek ve spodní části lodi a upravenou konfiguraci Raptorů. 5. května 2021 proběhl testovacímu let do výšky 10 km, který skončil prvním úspěšným přistáním. Prototyp byl poté vystaven blízko výrobní haly ve Starbase. |
| S16-S19    | leden/ únor 2021      | –                 | –                    | –                              | jaro 2021        | Starbase, Texas | Výroba zrušena     | –          | Vzhledem k tomu, že SpaceX chce co nejdříve přejít na orbitální lety, byla výroba těchto prototypů zrušena. Prototyp SN16, který již byl zkompletován, byl vystaven vedle prototypu SN15. |
| S20        | březen 2021           | 13. srpna 2021    | 21. října 2021       | –                              | –                | Starbase, Texas | Vyřazen            | 0          | První prototyp 3. generace. Bude určen pro první orbitální let. Je vybaven kompletním tepelným štítem, třemi vakuovými motory Raptor a systémem pro oddělení od prvního stupně. 6. srpna 2021 byl na orbitální rampě na hodinu poprvé připojen k prototypu B4, kde se ověřila kompatibilita. Poté byl prototyp převezen zpět do výrobní haly. 17. srpna 2021 byl vyzvednut na suborbitální rampu B pro plánované testování. 12. listopadu 2021 proběhl první úspěšný zážeh všech 6 motorů Raptor. Elon Musk potvrdil, že loď 20 bude vybavena 6 motory Raptor Vacuum                               |
| S21-S23    | červenec - říjen 2021 | –                 | –                    | –                              | –                | Starbase, Texas | Výroba zrušena     | 0          | |
| S24        | listopad 2021         |                   | 9. srpna 2022        | 20. dubna 2023                 | v den startu     | Starbase, Texas | Zničen             | 0          | První startovní pokus (IFT-1) uskutečnila sestavy Booster 7 a Spaceship S24. Let skončil po mnohočetných problémech po 4 minutách. |
| S25        | březen 2022           | květen 2023       | 26. června 2023      | 17. listopadu 2023 (plánováno) |                  | Starbase, Texas | Příprava ke startu | 0          | V přípravě na druhý testovací let (Starshio IFT-2) se Super Heavy B9 |
| S26        | květen 2022           |                   |                      |                                |                  | Starbase, Texas | Ve výrobě          | 0          | |
| S27        | červen 2022           |                   |                      |                                |                  | Starbase, Texas | Ve výrobě          | 0          | |
| S28        | červenec 2022         |                   |                      |                                |                  | Starbase, Texas | Ve výrobě          | 0          | |

### Seznam testovacích nádrží
| Označení             | Poprvé spatřen | Vývoz na rampu  | Datum vyřazení   | Lokalita        | Status             | Poznámka |
| -------------------- | -------------- | --------------- | ---------------- | --------------- | ------------------ | --- |
| Test Tank 1          | leden 2020     | 9. ledna 2020   | 10. ledna 2020   | Starbase, Texas | Zničen (plánovaně) | |
| LOX Header Test Tank | leden 2020     | 23. ledna 2020  | 25. ledna 2020   | Starbase, Texas | Zničen (plánovaně) | |
| Test Tank 2          | leden 2020     | 27. ledna 2020  | 28. ledna 2020   | Starbase, Texas | Zničen (plánovaně) | |
| SN2                  | únor 2020      | 7. března 2020  | březen 2020      | Starbase, Texas | Vyřazen            | Jedná se o testovací nádrž, která byla po provedení několika tlakovacích zkoušek uskladněna.                                                               |
| SN7                  | květen 2020    | 12. června 2020 | 23. června 2020  | Starbase, Texas | Zničen (plánovaně) | Testovací nádrž s cílem otestovat nový typ oceli (304L). Nádrž byla následně zničena při tlakové zkoušce.                                                  |
| SN7.1                | červenec 2020  | 8. září 2020    | 22. září 2020    | Starbase, Texas | Zničen (plánovaně) | Vylepšená testovací nádrž podobná nádrži SN7. Zničena během destrukční tlakové zkoušky.                                                                    |
| SN7.2                | prosinec 2020  | 20. ledna 2021  | 15. března 2021  | Starbase, Texas | Vyřazen            | Testovací nádrž s tloušťkou stěny 3 mm místo stávajících 4 mm. Nádrž byla po provedení dvou kryogenních zkoušek vyřazena.                                  |
| BN2.1                | duben 2021     | 3. června 2021  | 25. června 2021  | Starbase, Texas | Vyřazen            | Zkušební nádrž rakety Super Heavy. Jejím účelem bude ověřit odolnost konstrukce motorové sekce. Nádrž byla po provedení dvou kryogenních zkoušek vyřazena. |
| GSE 4.1              | srpen 2021     | srpen 2021      | 18. ledna 2021   | Starbase, Texas | Zničen (plánovaně) | |
| B2.1                 | říjen 2021     | listopad 2021   | 6. prosince 2021 | Starbase, Texas | Vyřazen            | |
| B6                   | říjen 2021     | prosinec 2021   |                  | Starbase, Texas | Neznámý            | |
| B7.1                 | 2022           | červen 2022     |                  | Starbase, Texas | Probíhá testování  | |
| EDOME                | 2022           | červen 2022     |                  | Starbase, Texas | Probíhá testování  | |

### Seznam Super Heavy
| Označení | Poprvé spatřen | Vývoz na rampu   | První statický zážeh | První let                      | Datum vyřazení    | Lokalita        | Status               | Počet letů | Poznámka |
| -------- | -------------- | ---------------- | -------------------- | ------------------------------ | ----------------- | --------------- | -------------------- | ---------- | --- |
| B1       | září 2020      | –                | –                    | –                              | jaro 2021         | Starbase, Texas | Sešrotován           | –          | První prototypy prvního stupně. Prototyp, vysoký 70 metrů, sloužil pouze k nacvičení výrobních postupů. Prototyp byl po zkompletování sešrotován. |
| B3       | březen 2021    | 1. července 2021 | 19. července 2021    | –                              | 19. července 2021 | Starbase, Texas | Sešrotován           | –          | Tento prototyp měl být určen pro první orbitální let, nakonec však posloužil pouze k pozemnímu testování. Obsahuje mnoho vylepšení oproti prototypu B1. Nejvýraznějším rozdílem je prohození hlavních nádrží, kdy u B1 byla metanová nádrž dole a u B3 nahoře. Prototyp byl usazen na suborbitální rampu A, kde podstoupil tlakové testy a statický zážeh se třemi motory Raptor. Prototyp byl poté rozřezán na několik dílů a sešrotován.                                                                     |
| B4       | červenec 2021  | 7. září 2021     | –                    | –                              | 25. březen 2022   | Starbase, Texas | Vyřazen              | –          | První prototyp, který je určen pro první orbitální let. Je vybaven 29 motory Raptor, roštovými kormidly a obsahuje několik konstrukčních změn, oproti prototypu B3. 4. srpna 2021 byl, jako první prototyp vůbec, vyzvednut na orbitální odpalovací rampu, kde se ověřila kompatibilita s orbitální rampou a druhým stupněm, Starship. Poté byl prototyp převez zpět do výrobní haly. Dne 7. září byl prototyp převezen zpět k orbitální odpalovací rampě, o den později byl prototyp vyzvednut na tuto rampu. |
| B5       | červenec 2021  | –                | –                    | –                              | prosinec 2021     | Starbase, Texas | Sešrotován           | –          | |
| B7       | 29. září 2021  | 31. března 2022  | –                    | 20. dubna 2023                 | v den startu      | Starbase, Texas | Šablona:Tab/Nespěšná | –          | První startovní pokus (IFT-1) uskutečnila sestava Booster 7 a Spaceship S24. Let skončil po mnohočetných problémech po 4 minutách. |
| B8       | 6. října 2021  | –                | –                    | –                              | –                 | Starbase, Texas | Ve výrobě            | –          | |
| B9       | 24. října 2021 | –                | 6. srpna 2023        | 17. listopadu 2023 (plánováno) |                   | Starbase, Texas | Příprava ke startu   | –          | V přípravě na druhý testovací let (Starshio IFT-2) s kosmickou lodi S25. |
| B10      | 3. srpna 2022  | –                | –                    | –                              | –                 | Starbase, Texas | Ve výrobě            | –          | |

## Seznam testovacích letů

### Seznam letů prototypů Starship v nízkých výškách
| Číslo letu | Datum a čas startu (UTC) | Testovaný prototyp | Startovací rampa                  | Dosažená výška | Výsledek              | Trvání            |
| ---------- | ------------------------ | ------------------ | --------------------------------- | -------------- | --------------------- | ----------------- |
| 1          | 5. dubna 2019            | Starhopper         | Ground pad, Starbase, Texas       | ~1 m           | Úspěch                | ~3 sekundy        |
| 2          | 25. července 2019        | Starhopper         | Ground pad, Starbase, Texas       | 20 m           | Úspěch                | ~22 sekund        |
| 3          | 27. srpna 2019 22:00     | Starhopper         | Ground pad, Starbase, Texas       | 150 m          | Úspěch                | ~58 sekund        |
| 4          | 4. srpna 2020 23:57      | S5                 | Suborbital Pad A, Starbase, Texas | 150 m          | Úspěch                | ~45 sekund        |
| 5          | 3. září 2020 17:47       | S6                 | Suborbital Pad A, Starbase, Texas | 150 m          | Úspěch                | ~45 sekund        |
| 6          | 9. prosince 2020 22:45   | S8                 | Suborbital Pad A, Starbase, Texas | 12,5 km        | Zničen při přistání   | 6 minut 42 sekund |
| 7          | 2. února 2021 20:25      | S9                 | Suborbital Pad B, Starbase, Texas | 10 km          | Zničen při přistání   | 6 minut 26 sekund |
| 8          | 3. března 2021 23:15     | S10                | Suborbital Pad A, Starbase, Texas | 10 km          | Zničen po přistání    | 6 minut 24 sekund |
| 9          | 30. březen 2021 13:00    | S11                | Suborbital Pad B, Starbase, Texas | 10 km          | Zničen před přistáním | 5 minut 49 sekund |
| 10         | 5. května 2021           | S15                | Suborbital Pad A, Starbase, Texas | 10 km          | Úspěch                | 6 minut 8 sekund  |

### Seznam suborbitálních a orbitálních letů sestavy Starship/Super Heavy
| Číslo letu | Označení                          | Datum a čas startu (UTC) | Testované prototypy           | Startovací rampa                      | Dosažená výška             | Hodnocení letu   | Trvání letu                                | Poznámka |
| ---------- | --------------------------------- | ------------------------ | ----------------------------- | ------------------------------------- | -------------------------- | ---------------- | ------------------------------------------ | --- |
| 1          | Starship Integrated Flight Test   | 20. dubna 2023 13:33     | Starship S24, Super Heavy B7  | Orbital Launch Pad A, Starbase, Texas | ~40 km                     | Neúspěšný        | 3 minuty a 59 sekund                       | Již při startu nefungovaly 4 motory, další vypadly během letu, což vedlo ke ztrátě tahu a kontroly směru. Neuskutečnilo se oddělení obou součástí, proto sestavu zničil autodestrukční systém. |
| 2          | Starship Integrated Flight Test 2 | 18. listopadu 2023 13:03 | Starship S25, Super Heavy B9  | Orbital Launch Pad A, Starbase, Texas | ~90 km (B9), ~149 km (S25) | Neúspěšný        | 3 minuty a 21 sekund (B9), 8 minut (S25)   | Sestava se po úspěšném startu se všemi motory rozdělila v čase T+ 2 minuty a 48 sekund. Booster v čase T+ 3:21 explodoval. Starship dosáhla rychlosti přes 24 tisíc kilometrů za hodinu, ale po 8 minutách letu byla zničena. |
| 3          | Starship Integrated Flight Test 3 | 14. března 2024 08:25    | Starship S28, Super Heavy B10 | Orbital Launch Pad A, Starbase, Texas | 106 km (B10), 234 km S29   | Částečně úspěšný | ~7 minut (B10) 49 minut a ~30 sekund (S28) | Po úspěšném startu, rozdělení sestavy a návratu k místu přistání na mořskou hladinu booster B10 explodoval ve výšce asi 500 metrů. Starship dosáhla plánované transatmosférické dráhy s apogeem 234 km, ale rozpadla se během průletu atmosférou ve výšce zhruba 65 kilometrů nad Zemí.                                                      |
| 4          | Starship Integrated Flight Test 4 | 6. června 2024 14:50     | Starship S29, Super Heavy B11 | Orbital Launch Pad A, Starbase, Texas | ~40 km                     | Úspěšný          | 1 hodina, 6 minut a 10 sekund (S29)        | Obě součásti sestavy úspěšně zpomalily k řízenému přistání nad mořskou hladinou, S29 i přes dílčí poškození předního manévrovacího křidélka při průletu atmosférou. |
| 5          | Starship Integrated Flight Test 5 | 13. října 2024           | Starship S30, Super Heavy B12 | Orbital Launch Pad A, Starbase, Texas |                            | Úspěšný          | 1 hodina, 5 minut a 40 sekund (S30)        | B12 se vrátil k startovní věži OLT a byl úspěšně zachycen jejími rameny . S30 úspěšně přistála na mořskou hladinu a krátce poté vybuchla. |
| 6          | Starship Integrated Flight Test 6 | 19. listopadu 2024       | Starship S31, Super Heavy B13 | Orbital Launch Pad A, Starbase, Texas |                            | Úspěšný          | 1 hodina, 5 minut a 30 sekund (S31)        | B13 bez pokusu o zachycení věží OLT, přistál na hladinu, krátce poté vybuchl. S31 provedla první spuštění motoru ve vesmíru a poté úspěšně přistála na mořskou hladinu. |
| 7          | Starship Integrated Flight Test 7 | 16. ledna 2025           | Starship S33, Super Heavy B14 | Orbital Launch Pad A, Starbase, Texas |                            | Neúspěšný        | 8 minut a 26 sekund (S33)                  | B14 se vrátil k startovací věži OLT a byl úspěšně zachycen jejími rameny ale fungovalo pouze 12 ze 13 motorů což ale nebránilo pokusu o zachycení který byl povedený. S33 se ve výšce 140 kilometrů pomalu začínaly vypínat motory a začala klesat hladina methanu což vedlo ke ztrátě kontroly a explodovala nad Floridou.                  |
| 8          | Starship Flight Test 8            | 6. března 2025           | Starship S34, Super Heavy B15 | Orbital Launch Pad A, Starbase, Texas |                            | Neúspěšný        | 9 minut                                    | B15 se vrátil k startovací věži OLT a byl úspěšně zachycen jejími rameny ale fungovalo pouze 12 ze 13 motorů což ale nebránilo pokusu o zachycení který byl úspěšný. S34 ve výšce 146km pomalu začaly vypínat 3 ze 6 motorů později i 4 a starship začala nekontrolovatelně rotovat což vedlo ke ztrátě kontroly a explodovala nad Floridou. |
| 9          | Starship Flight Test 9            | 27. května 2025          | Starship S35, Super Heavy B14 | Orbital Launch Pad A, Starbase, Texas |                            | Částečně úspěšný |                                            | |
| 10         | Starship Flight Test 10           | 24. srpna 2025 (nejdř.)  | Starship S37, Super Heavy B16 | Orbital Launch Pad A, Starbase, Texas |                            |                  |                                            | |

## Galerie

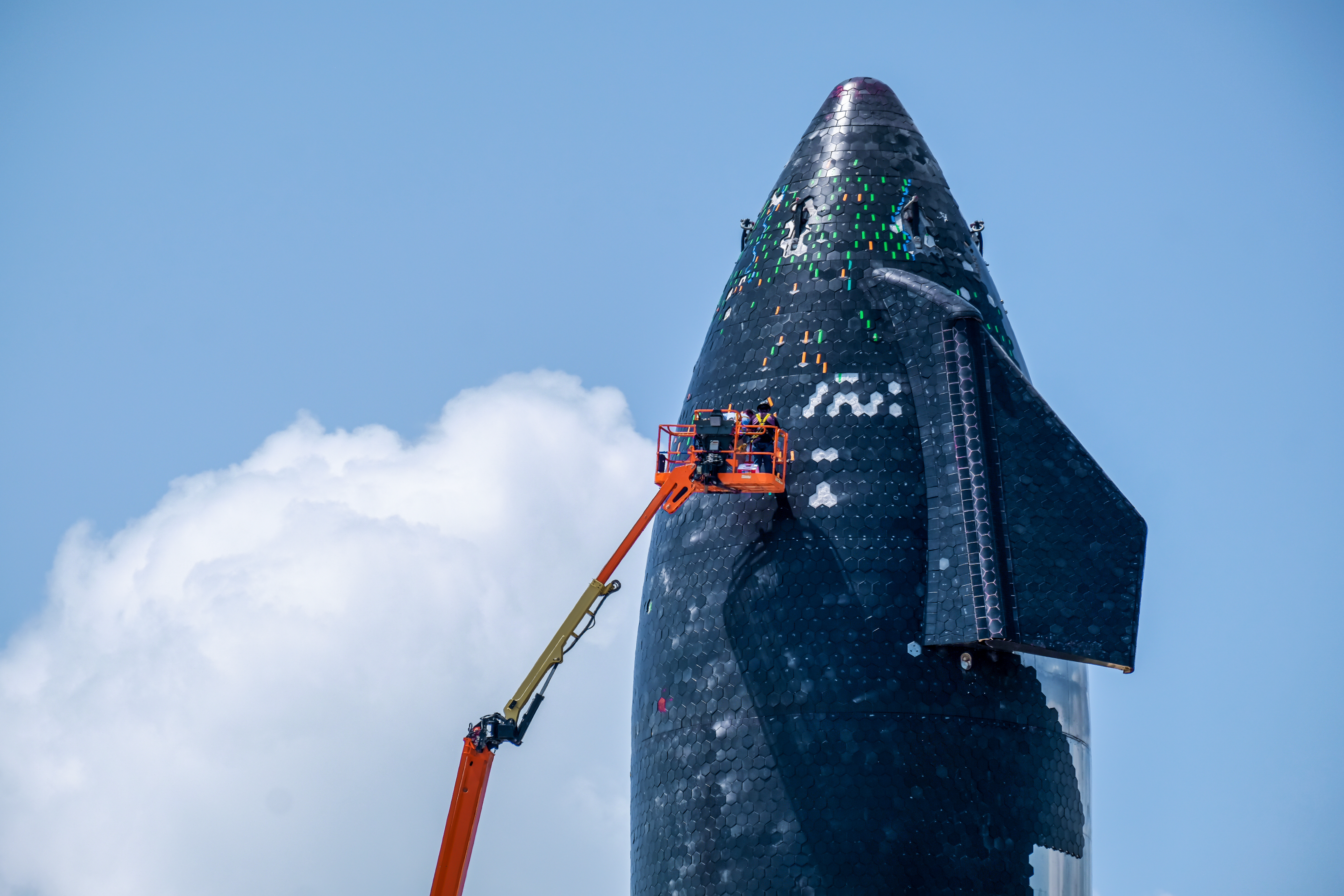
Tepelný štít prototypu Starship S20
Vystavěný prototyp Starship S16
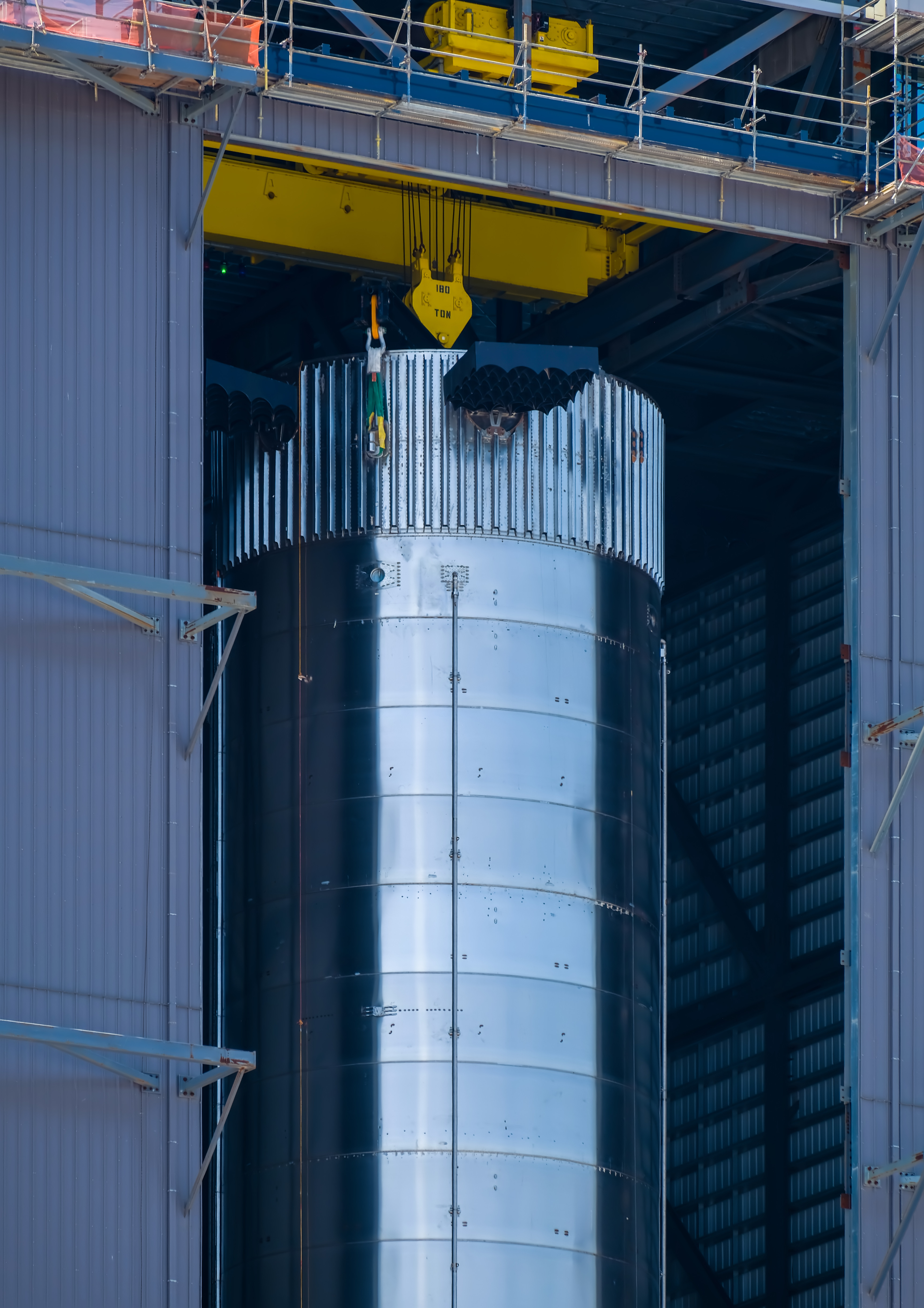
Prototyp Super Heavy B4 ve výrobní hale High Bay
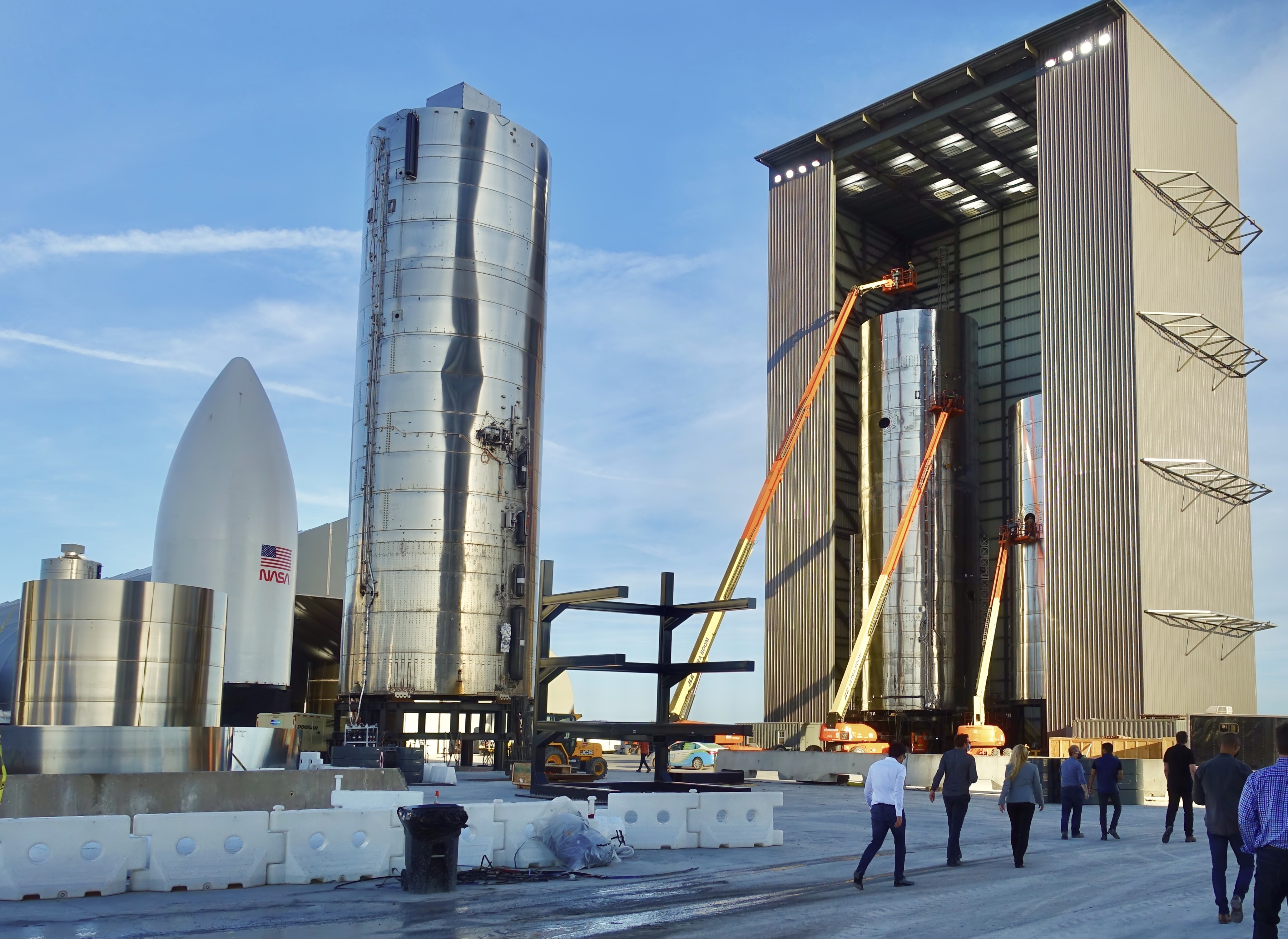
Vyřazený prototyp Starship S5 a ve výrobní hale Mid Bay výroba dvou prototypů
Integrační věž během výstavby na kosmodromu ve Starbase
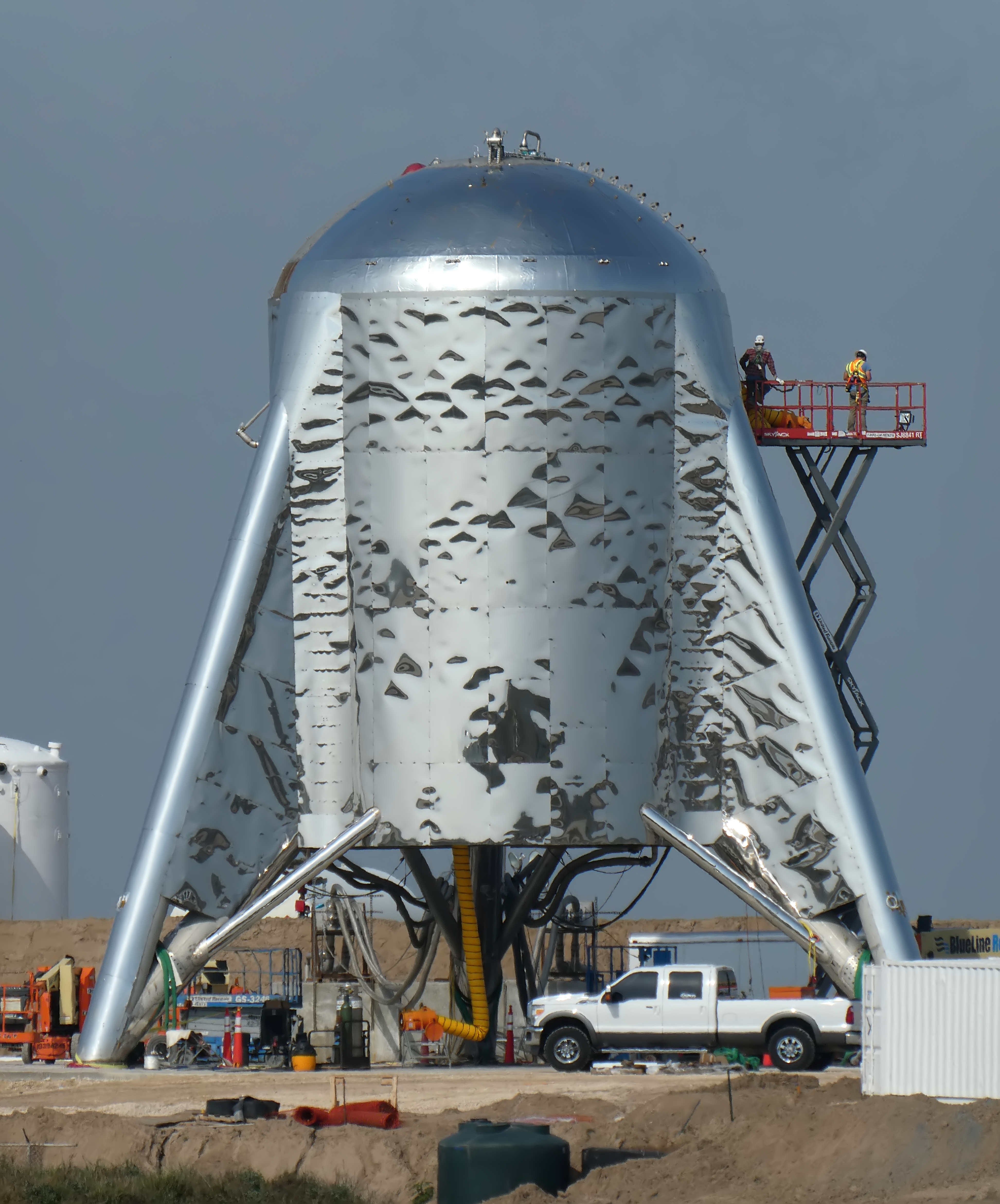
Technologický demonstrátor Starhopper
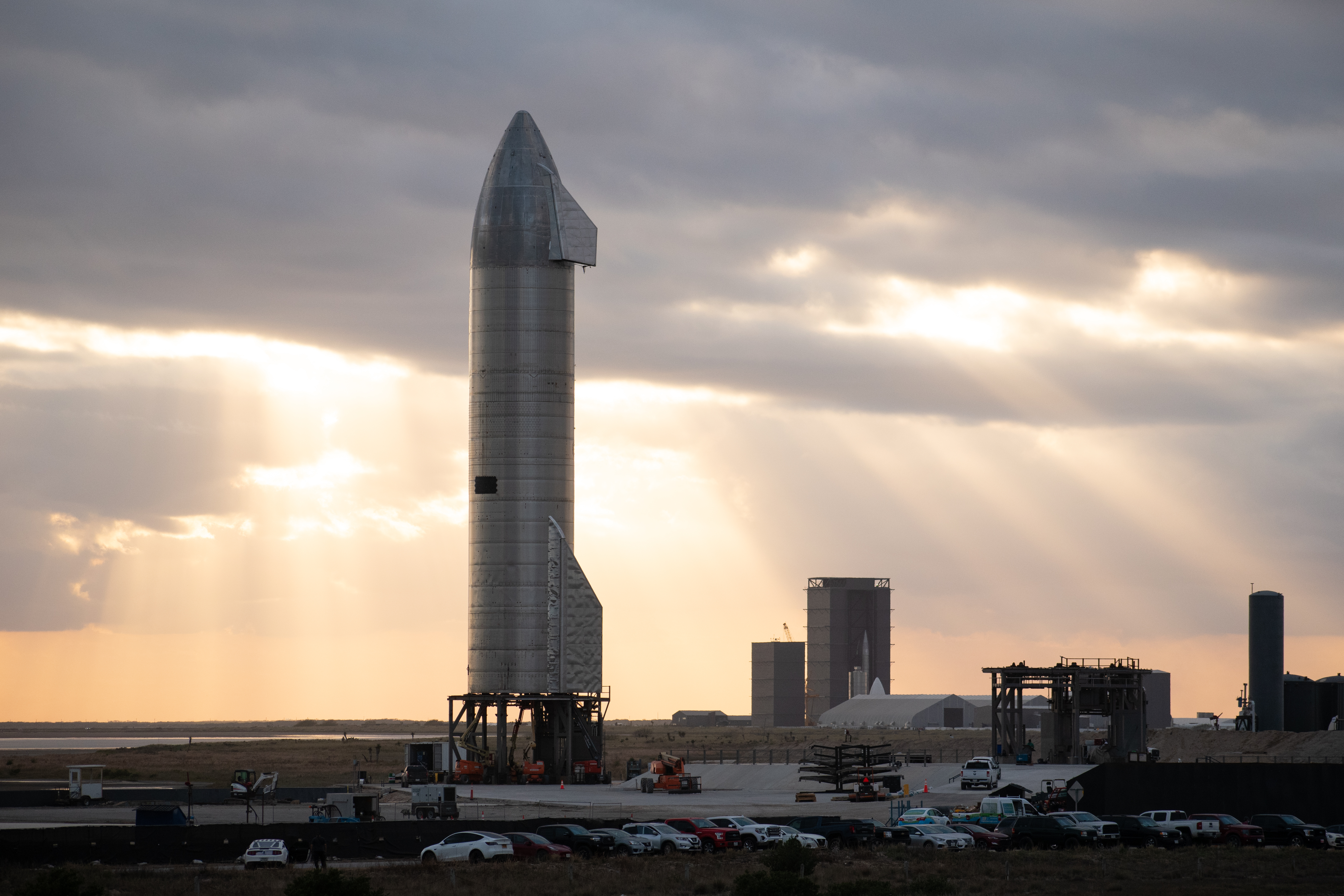
SN9 na startovací rampě